# Jeff Lieberman
Jeff Lieberman (* 16. Oktober 1947 in New York City) ist ein US-amerikanischer Regisseur, Drehbuchautor und Produzent.

## Leben
Lieberman gab 1972 sein Regiedebüt mit dem Kurzfilm The Ringer. Vier Jahre später folgte mit Squirm – Invasion der Bestien sein erster Langspielfilm. Dieser war zugleich sein erster Horrorfilm, dem weitere folgten. Für seine Filme war stets er auch als Drehbuchautor und häufig auch als Produzent tätig. 1994 wurde auf Grundlage seines Drehbuchs der Film Die unendliche Geschichte III – Rettung aus Phantásien veröffentlicht. Mitte der 2000er Jahre entwickelte Lieberman die Serie Til Death Do Us Part.

## Filmografie (Auswahl)
- 1972: The Ringer (Kurzfilm)
- 1976: Squirm – Invasion der Bestien (Squirm)
- 1977: Blue Sunshine
- 1980: Doctor Franken (Fernsehfilm)
- 1981: Vor Morgengrauen (Just Before Dawn)
- 1988: Remote Control
- 2004: Satan’s Little Helper